# Connantre
Connantre és un municipi francès, situat al departament del Marne i a la regió del Gran Est. L'any 2007 tenia 1.093 habitants.

## Demografia

### Població
El 2007 la població de fet de Connantre era de 1.093 persones. Hi havia 456 famílies, de les quals 119 eren unipersonals (45 homes vivint sols i 74 dones vivint soles), 152 parelles sense fills, 148 parelles amb fills i 37 famílies monoparentals amb fills.
La població ha evolucionat segons el següent gràfic:
Habitants censats

### Habitatges
El 2007 hi havia 502 habitatges, 458 eren l'habitatge principal de la família, 11 eren segones residències i 32 estaven desocupats. 461 eren cases i 36 eren apartaments. Dels 458 habitatges principals, 284 estaven ocupats pels seus propietaris, 163 estaven llogats i ocupats pels llogaters i 11 estaven cedits a títol gratuït; 3 tenien una cambra, 32 en tenien dues, 75 en tenien tres, 120 en tenien quatre i 228 en tenien cinc o més. 379 habitatges disposaven pel capbaix d'una plaça de pàrquing. A 211 habitatges hi havia un automòbil i a 193 n'hi havia dos o més.

### Piràmide de població
La piràmide de població per edats i sexe el 2009 era:
| Homes | Edats   | Dones |
| ----- | ------- | ----- |
| 0     | 95 o +  | 4     |
| 4     | 90 a 94 | 0     |
| 4     | 85 a 89 | 0     |
| 0     | 80 a 84 | 4     |
| 12    | 75 a 79 | 24    |
| 12    | 70 a 74 | 12    |
| 32    | 65 a 69 | 24    |
| 28    | 60 a 64 | 28    |
| 32    | 55 a 59 | 24    |
| 40    | 50 a 54 | 36    |
| 40    | 45 a 49 | 36    |
| 32    | 40 a 44 | 44    |
| 60    | 35 a 39 | 68    |
| 32    | 30 a 34 | 20    |
| 32    | 25 a 29 | 32    |
| 32    | 20 a 24 | 28    |
| 32    | 15 a 19 | 72    |
| 76    | 10 a 14 | 36    |
| 32    | 5 a 9   | 36    |
| 20    | 0 a 4   | 40    |

## Economia
El 2007 la població en edat de treballar era de 742 persones, 542 eren actives i 200 eren inactives. De les 542 persones actives 462 estaven ocupades (268 homes i 194 dones) i 80 estaven aturades (30 homes i 50 dones). De les 200 persones inactives 72 estaven jubilades, 48 estaven estudiant i 80 estaven classificades com a «altres inactius».

### Ingressos
El 2009 a Connantre hi havia 441 unitats fiscals que integraven 1.084,5 persones, la mediana anual d'ingressos fiscals per persona era de 17.391 €.

### Activitats econòmiques
Dels 44 establiments que hi havia el 2007, 2 eren d'empreses alimentàries, 1 d'una empresa de fabricació de material elèctric, 3 d'empreses de fabricació d'altres productes industrials, 5 d'empreses de construcció, 12 d'empreses de comerç i reparació d'automòbils, 4 d'empreses de transport, 1 d'una empresa d'hostatgeria i restauració, 1 d'una empresa financera, 5 d'empreses immobiliàries, 4 d'empreses de serveis, 3 d'entitats de l'administració pública i 3 d'empreses classificades com a «altres activitats de serveis».
Dels 11 establiments de servei als particulars que hi havia el 2009, 1 era una oficina de correu, 4 tallers de reparació d'automòbils i de material agrícola, 3 fusteries, 1 lampisteria i 2 perruqueries.
Dels 2 establiments comercials que hi havia el 2009, 1 era una botiga de menys de 120 m² i 1 una fleca.
L'any 2000 a Connantre hi havia 20 explotacions agrícoles que ocupaven un total de 1.562 hectàrees.

## Equipaments sanitaris i escolars
El 2009 hi havia 1 farmàcia i 1 ambulància.
El 2009 hi havia 1 escola maternal i 1 escola elemental.

## Poblacions més properes
El següent diagrama mostra les poblacions més properes.